# Maltesers

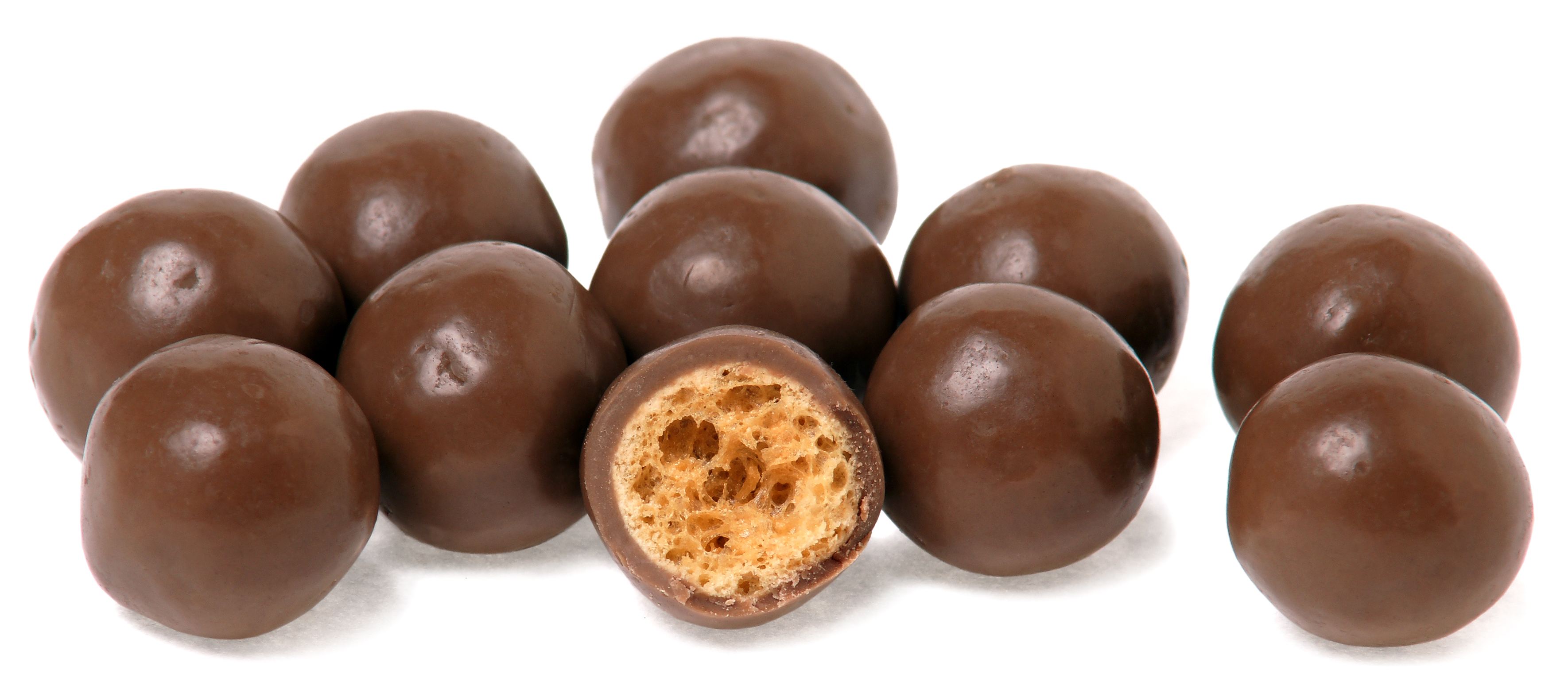
Maltesers

Maltesers – wyrób cukierniczy produkowany przez Mars Incorporated, niestarannie uformowany kulisty środek z chrupiącej masy słodowej o smaku toffee, oblany mleczną czekoladą. Maltesers są sprzedawane w różnych opakowaniach wliczając plastikowe torebki (od małych po większe), większe kartonowe pudełka i tuby oraz plastikowe wiaderka (od małych rozmiarów po bardzo duże). Występują również w specjalnych, świątecznych pudełkach średnich rozmiarów. Maltesers są także jednym z rodzajów słodyczy w asortymencie Revels (mieszanki czekoladek marki Mars).

## Historia
Maltesers zostały stworzone przez Forresta Edwarda Marsa w 1936 roku i sprzedane po raz pierwszy w 1937 roku. Początkowo były opisywane jako „kulki energetyczne” przeznaczone dla odchudzających się kobiet.
Obecne hasło reklamowe cukierków Maltesers to: „Prosta droga do zasmakowania w czekoladzie”, a pośród wcześniejszych haseł znalazły się: „Czekoladki z mniej kalorycznym środkiem”, „Niezwykła czekolada”, „Nic nie daje takiej przyjemności jak Maltesers”. Wersja australijska zawiera także zdanie: „Wyprodukowane w Australii… eksportowane na cały świat”.
W latach trzydziestych XX wieku reklamy podawały, że środek z lekkiej masy słodu i toffee jest 7 razy mniej tuczący od zwykłych czekoladowych środków; to doprowadziło specjalistów od marketingu do stwierdzenia, że produkt pomaga w utracie wagi. W 2011 roku produkt otrzymał akredytację Fairtrade w Wielkiej Brytanii i Irlandii z uwagi na pozyskiwanie całości kakao i cukru zgodnie z wymogami Faitrade.

## Składniki
W Wielkiej Brytanii składnikami Maltesers są: cukier, odtłuszczone mleko w proszku, masło kakaowe, syrop glukozowy, ekstrakt słodu jęczmiennego, masa kakaowa, tłuszcz roślinny, laktoza, zdemineralizowana serwatka w proszku, tłuszcz mleczny, mąka pszenna, emulgatory (E442, lecytyna sojowa, E492), utwardzony tłuszcz roślinny, substancje spulchniające (E500, E501, E341), sól, substancja żelująca (pektyna), aromat.
W Kanadzie składnikami Maltesers są: cukier, składniki mleka modyfikowanego, słodowane mleko w proszku (słodowany jęczmień, syrop kukurydziany, składniki mleka modyfikowanego, mąka pszenna, modyfikowany i utwardzony olej palmowy, cukier, gluten pszenny, wodorowęglan sodu, wodorowęglan potasu, sól), masło kakaowe, masa kakaowa, syrop kukurydziany, olej palmowy i olej z ziaren palmowych, laktoza, słodowany jęczmień, lecytyna sojowa, sól amonowa glicerydu ufosforylowanego, pektyna, tristearynian sorbitolu, sztuczny aromat.
W Australii składnikami Maltesers są: cukier, składniki stałe mleka, masło kakaowe, syrop glukozowy (między innymi pochodzący z pszenicy), ekstrakt jęczmienia słodowanego, masa kakaowa, tłuszcz roślinny, emulgatory (lecytyna sojowa, 492), gluten pszenny, substancje spulchniające (500,501), sól, aromat naturalny (ekstrakt wanilii), pektyna.

## Podobne produkty
- Whoppers – chrupiące kuleczki z masy słodowej oblane czekoladą produkowane przez The Hershey Company w Stanach Zjednoczonych
- Mighty Malts – kuleczki z masy słodowej produkowane przez Necco
- White Maltesers – Maltesers oblane białą czekoladą
- Mylikes – chińskie cukierki produkowane przez Liang Feng Food Company zajmującej się produkcją czekolady od 1982 roku
- Ovalteenies – okrągłe cukierki z masy słodowej i czekolady
- Whispers – czekoladowe kuleczki z masy słodowej produkowane przez Cadbury
- MaltEaster bunnies – czekoladowy zajączek zrobiony z cukierków Maltesers dostępny od Świąt Wielkanocnych 2010 roku
- Maltesers Teaser – kuleczki chrupiącego toffee oblanego czekoladą uformowane w batonik, dostępne od marca 2013[3]